# Sluzi
Sluzi so skupina polisaharidov v algah in rastlinah. Pri algah so sestavina celičnih sten in preprečujejo izsušitev, pri višjih rastlinah pa se nahajajo znotraj celic kot rezervna hrana in snovi, ki vežejo vodo. 
Sluzi izolirane iz alg v vodi gelirajo in so pomembne kot stabilizatorji, emulgatorji in zgoščevala v prehrambeni, kozmetični in farmacevtski industriji. Višje rastline s sluzmi so pa pomembne v fitoterapiji zlasti kot odvajala, emoliensi in antitusiki. Teh sluzi ne izoliramo v čisti obliki, marveč uporabljamo rastlinske droge za pripravo zdravilnih pripravkov. Sluzi so občutljive na temperaturo in to moramo upoštevati pri pripravi izvečkov; običajno iz drog s sluzmi pripravljamo zato prelivke (macerate), da sluzi ne izpostavljamo visokim temperaturam.

## Sluzi iz alg
Pomembne sluzi dajejo zlasti rdeče in rjave alge. Iz rdečih alg pridobivamo agar (iz rodu Gelidium) in karagen (iz irskega lišaja), iz rjavih alg pa alginsko kislino in alginate (iz rodov Laminaria, Macrocystis ...). 

## Sluzi višjih rastlin
Sluzi višjih rastlin ne gelirajo, marveč dajejo sluzave raztopine. Višje rastline, ki vsebujejo sluzi, se uporabljajo v fitoterapiji kot: 
- antitusiki - zdravila, ki blažijo kašelj, saj sluzi obložijo sluznico žrela in ublažijo draženje;
- odvajala, saj sluzi v prebavnem traktu zaradi vezave vode nabrekajo in tako s povečanjem črevesne vsebine delujejo kot mehanska odvajala;
- antidiaroiki - sluzi obložijo sluznico prebavil in ublažijo njeno draženje ter s tem upočasnijo peristaltiko;
- emoliensi - za uporabo na razpokani in suhi koži.

Primeri rastlin, ki vsebujejo sluzi:
- ozkolistni trpotec,
- bolhačica,
- navadni slez,
- gozdni slezenovec,
- navadni lapuh,
- islandski lišaj ...